# Boz Lāneh
Boz Lāneh (persiska: بزلانه) är en ort i Iran.   Den ligger i provinsen Kurdistan, i den nordvästra delen av landet, 400 km väster om huvudstaden Teheran. Boz Lāneh ligger 1 425 meter över havet och antalet invånare är 476.
Terrängen runt Boz Lāneh är kuperad åt nordost, men åt sydväst är den bergig. Runt Boz Lāneh är det ganska tätbefolkat, med 65 invånare per kvadratkilometer. Närmaste större samhälle är Sarchī, 10,4 km söder om Boz Lāneh. Trakten runt Boz Lāneh består i huvudsak av gräsmarker.